# Arzila Portuguesa
Entende-se por Arzila Portuguesa o período em que a cidade de Arzila, em Marrocos, esteve sob domínio português, de 1471 a 1550 e de novo entre 1577 e 1589.

## História
Os portugueses conquistaram Arzila em 1471.  Comandava a armada e hoste portuguesa o rei D. Afonso V em pessoa, à cabeça de 400 embarcações de diversos tamanhos e 30,000 homens. A campanha ficou gravada nas célebres Tapeçarias de Pastrana.
O primeiro capitão de Arzila foi o conde de Viana do Alentejo D. Henrique de Meneses. Morreu em combate contra os marroquinos em 1480.
Em 1488, durante o governo do capitão Álvaro de Faria, o conde de Borba D. Vasco Coutinho distinguiu-se em combate à cabeça de 70 cavaleiros contra o alcaide de Alcácer Quibir, que o conde capturou, apesar de ter sido emboscado pelo alcaide. O alcaide foi mais tarde resgatado a troco de 15,000 dobras, 15 cativos cristãos, 20 cavalos, 18 reféns, a cota de aço do alcaide e da assinatura de umas tréguas. O conde foi ainda recompensado pelo rei D. João II com o posto de capitão de Arzila em 1490.
Tal como Tânger, por então também já sob domínio português, também Arzila recebeu, depois de 1490, família judaicas Espanholas, que se tinham refugiado em Portugal depois de terem sido expulsas de Espanha. O conde de Borba concedeu asilo a muitas. Muitos judeus procuraram o baptismo por temor dos muçulmanos, ao passo que outros mantiveram a fé judaica ou regressaram mais tarde a Portugal.
O conde foi chamado a Portugal em 1495 para ser julgado por crimes e o seu sobrinho D. Rodrigo Coutinho substituiu-o no posto de capitão até ter sido morto no final daquele ano, numa escaramuça contra as tropas dos alcaides de Xexuão e Tetuão. Substituiu-o João de Meneses até D. Vasco ter regressado, ainda em 1495.
Uma trégua foi negociada com o sultão de Fez e, enquanto durou a paz, as aldeias em redor de Arzila desenvolveram-se e podiam criar gado à vontade. O conde de Borba ganhara o respeito e reputação de capitão justo tanto entre cristãos como muçulmanos, logo em 1498 o rei D. Manuel escolheu-o para negociar uma extensão das trégua com o sultão de Fez Abu Abedalá Xeique Maomé ibne Iáia. Infelizmente as negociações falharam porque o conde achou o enviado do sultão incompetente e insultou-o.
Em 1505, o conde D. Vasco sucedeu ao seu cunhado D. João de Meneses no cargo de capitão de Arzila pela segunda vez. Em 1507 o Meneses comandou uma esquadra de três caravelas para reconhecer os portos de Azamor, Mamora, Salé e Larache na companhia de Duarte d'Armas, que fez desenhou esboços daqueles locais em preparação para ataques futuros. No ano seguinte, D. João de Meneses chefiou uma expedição contra a cidade de Azamor, porém falhou a conquista depois de desembarcar e combater contra a guarnição em terra.

### Primeiro cerco de Arzila 1508
Sabedor da ameaçava que pairava sobre Azamor, o sultão de Fez Abu Abedalá Bortucali Maomé ibne Maomé reuniu um exército para defender a sua cidade e cercar Arzila, de forma a criar pressão sobre os portugueses. Recebeu D. Vasco aviso de fonte segura do cerco que se avizinhava e enviou pedidos de reforços a Ceuta, Tânger e Alcácer-Ceguer, praças-fortes portuguesas.
A cidade foi sitiado pelo sultão de Fez a 15 de Outubro de 1508. O sultão comandava um grande exército e acompanhava-o o alcaide de Xexuão Ali ibn Musa ibn Rashid Al-Alam, mais conhecido entre os portugueses como "Barraxa", bem como o alcaide de Tetuão Cid Al-Mandri II ou "Almandarim". Quase todas os canhões da fortaleza estavão por então fora de uso, portanto os marroquinos lograram penetrar nas muralhas da cidade no segundo dia do cerco, ferir o capitão D. Vasco com uma flecha e obrigar os portugueses a refugiarem-se na cidadela.
O primeiro dos navios de D. João de Meneses, enviado a buscar reforços, chegou a 17 de Outubro à meia-noite mas a maioria da frota só chegou no dia seguinte ao meio-dia; reunidos os oficiais em conselho, a pedido de D. Vasco o Meneses só desembarcou numa Quinta-feira seguinte. Desembarcou com 300 homens, que lograram assegurar uma testa-de-ponte na praia para reforços futuros. Os castelhanos ajudaram os portugueses com alguns reforços, enviados a bordo de galés. Informado do duro cerco em Arzila, o rei D. Manuel mudou-se para Tavira, no Algarve, para melhor supervisionar a organização de reforços, ao passo que muitos algarvios voluntariaram-se para partir em socorro da fortaleza sitiada. Incapaz de dominar a cidade e flagelado por sortidas portuguesas lançadas contra o seu acampamento de campanha, o sultão de Fez desistiu do cerco e retirou-se com o seu exército.

### Segundo cerco de Arzila 1509
Tendo-se retirado o sultão de Fez, o capitão D. Vasco Coutinho levou a cabo um ataque contra as vila marroquinas em torno de Arzila e regressou com muito gado capturado e 30 prisioneiros. Os alcaides de Alcácer-Quibir, Jazém, Larache, Tetuão, e Xexuão contra-atacaram mas não lograram causar estragos à praça de Arzila. Indignado, o sultão de Fez decidiu sitiar Arzila novamente. Uma vez que D. Vasco informou o rei D. Manuel do ataque que se previa, recebeu muitos reforços atempadamente e o sultão viu-se obrigado a retirar uma vez mais, pouco depois de ter chegado.

### Desenvolvimento das defesas de Arzila

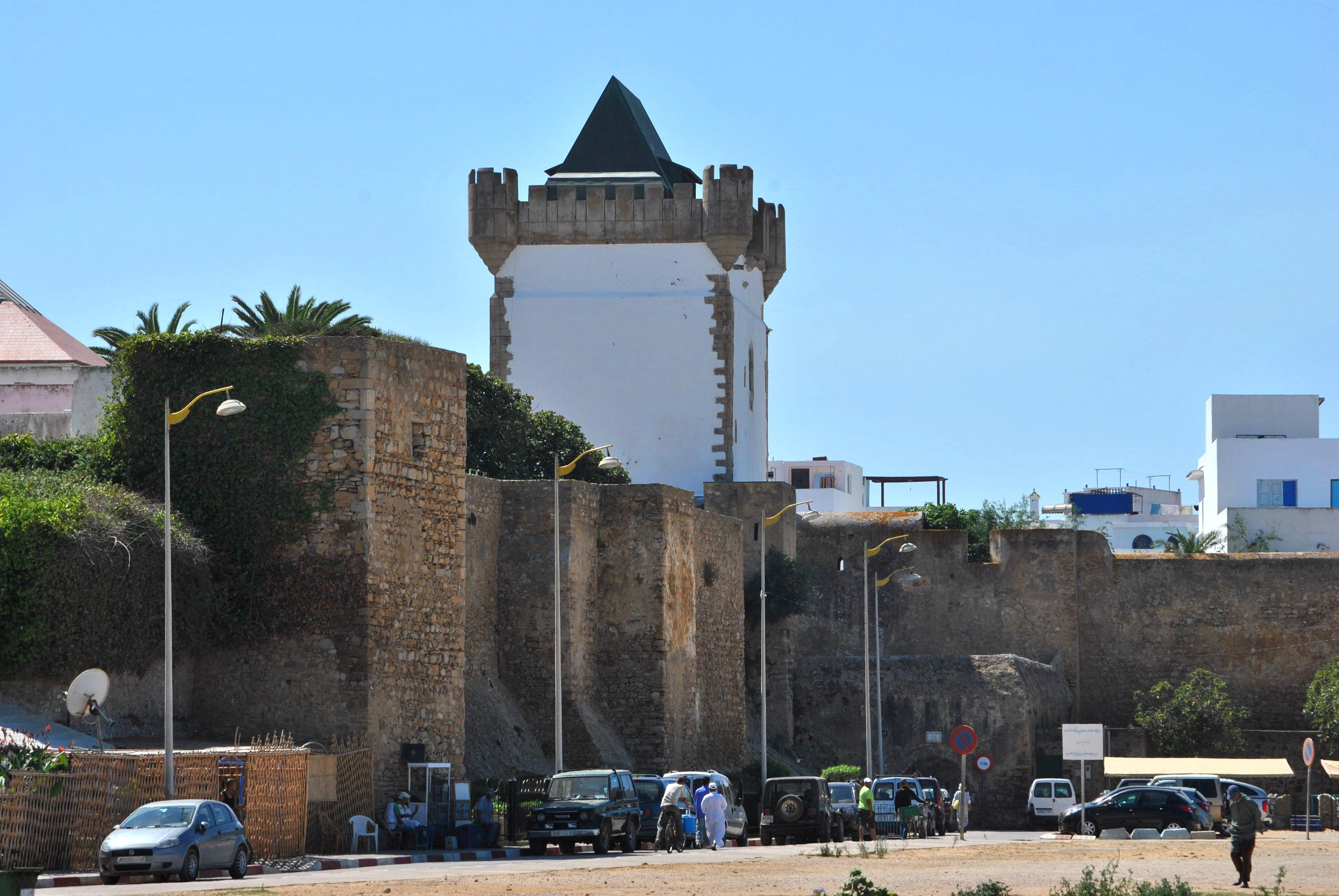
As muralhas portuguesas de Arzila

Os portugueses construíram uma fortaleza que foi reforçada a seguir ao cerco de 1509, com traça de Diogo de Boitaca, que redesenhou a cidadela e a muralha do porto, combinando elementos tradicionais como a torre de menagem e couraça com outros mais modernos, como os baluartes.
De entre os mais espectaculares exemplos de baluartes e torres portuguesas contam-se a Borj al-Bahr e a Borj al-Kamra, assim conhecidas hoje. A primeira foi construída entre 1508 e 1516 apontada ao mar e era utilizada para fiscalizar a chegada e partida de navios, com provisões e homens. A segunda, conhecida como "torre de menagem", era a principal torre da praça e marca a medina de Arzila com a sua presença imponente. Construída em 1509 e representada numa famosa ilustração quinhentista de Arzila, a torre tinha uma torre de quatro águas e cubelos nos quatro cantos. Estes elementos dizem respeito ao estilo português de arquitectura militar. Esta torre cumpria uma função já mais cerimonial que militar, transmitindo a imagem de poder. É o que resta da residência do governador da praça, construída sobre o antigo palácio do governador muçulmano.

### História posterior
Em 1515 escasseou o gado em Arzila e o seu capitão, D. João Coutinho (filho de D. Vasco Coutinho) levou a cabo um ataque nocturno contra uma aldeia na região de Alcácer-Quibir a que os portugueses chamavam "Tintais". Partiu com 250 cavaleiros e conseguiu capturar o gado da aldeia. No caminho de regresso constataram que os rios secos haviam transbordado com as fortes chuvas e alagado as pontes e as margens. Porém, como a guarnição de Alcácer-Quibir presumiu que os portugueses não se atreveriam a tanto sem o apoio da guarnição de Tânger, não os perseguiram e pôde D. João Coutinho regressar à fortaleza em segurança com os seus homens.
O rei D. Manuel abriu uma feitoria em Arzila e criou também uma armada de guarda-costas chamada "armada do estreito", encarregue de patrulhar aquelas águas e defender os navios mercantes de ataques piratas. A feitoria foi provida de tecidos, sedas, chapéus, lacre, bordados, pedras semi-preciosas e especiarias muito procuradas por mercadores judeus e marroquinos. Ficou como seu feitor Francisco Ribeiro, Tomé Pires como escrivão, João Queimado como provedor e foi aberto também uma sucursal em Fez, cujo feitor era Francisco Gonçalves. Passados alguns anos a cidade tornou-se um importante e estratégico centro comercial no comércio trans-sahariano do ouro.
Houve grande fome em Marrocos em 1521 e escassearam os víveres em Arzila, se bem que uma grande abundância de escravos, muitos vendidos pela família. O capitão D. João Coutinho atacou a região de Alcácer Quibir e, apesar de perseguido pelo alcaide daquela povoação, logrou regressar à fortaleza com 48 cativos e 2000 animais, ficando assim suprimidas as faltas em Arzila.
No ano seguinte alastrou a peste à cidade. O capitão, D. João Coutinho, tomara certas medidas para evitar o alastramento da doença à cidade, tais como impedir a entrada de caravanas, proibir as razias, prendendo todas as pessoas que desafiassem estas regras e obrigava as pessoas a lavar as suas roupas, não obstante a peste rebentou a 12 de Janeiro. Em Fevereiro o capitão evacuou a sua família e 500 pessoas para Tavira numa caravela. No pico da peste, em Março morreram 20 a 25 pessoas ao dia, até ter cessado a 24 de Junho, dia de São João. O capitão organizou uma festa com os habitantes que restavam e os evacuados regressaram nesse ano em Setembro.
O capitão D. João Coutinho partiu para Portugal em Abril de 1523 para comparecer no funeral do seu pai, o anterior capitão de Arzila D. Vasco Coutinho, e deixou para trás D. Manuel de Meneses a substituí-lo. D. Manuel de Meneses porém, morreu em combate pouco depois de assumir o posto. Temendo pela segurança da fortaleza, o alcaide-mor de Castro-Marim e o anadel-mor dos besteiros Garcia de Melo fizeram-se à vela para Arzila com 600 homens, entre os quais se contavam voluntários portugueses e castelhanos. Garcia de Melo era homem impopular e os residentes elegeram o contador Fernão Caldeira como capitão interino enquanto D. João Coutinho não regressava.
Em Arzila nasceu também Mulei Amede, que começara por combater os portugueses, desertou para o seu lado e serviu-os na Índia Portuguesa e no extremo-oriente.
O sultão de Fez Abu al-Abbas Ahmad ibn Muhammad tentou cercar Arzila em 1529 mas debalde, porém em quatro dias destruiu as culturas em torno da cidade. O capitão António da Silveira incendiou as culturas na região de Alcácer Quibir em resposta entre Maio e Junho e como as condições climatéricas eram secas mas soprava vento forte o incêndio causou grandes estragos. D. João Coutinho tomou o lugar do Silveira em Outubro daquele ano.
Mediante o aval de D. João III o capitão D. João Coutinho assinou uma trégua com o alcaide de Xexuão Mulei Ibraim, em prol do sultão de Fez, junto a um rio chamado Rio Doce. A trégua não foi, porém, respeitada e não obstante o capitão D. João Coutinho tê-la renovado em 1538, os alcaides de Xexuão e Tetuão continuaram a atacar a região de Arzila até que o sultão de Fez considerou a trégua oficialmente sem efeito, em 1543.

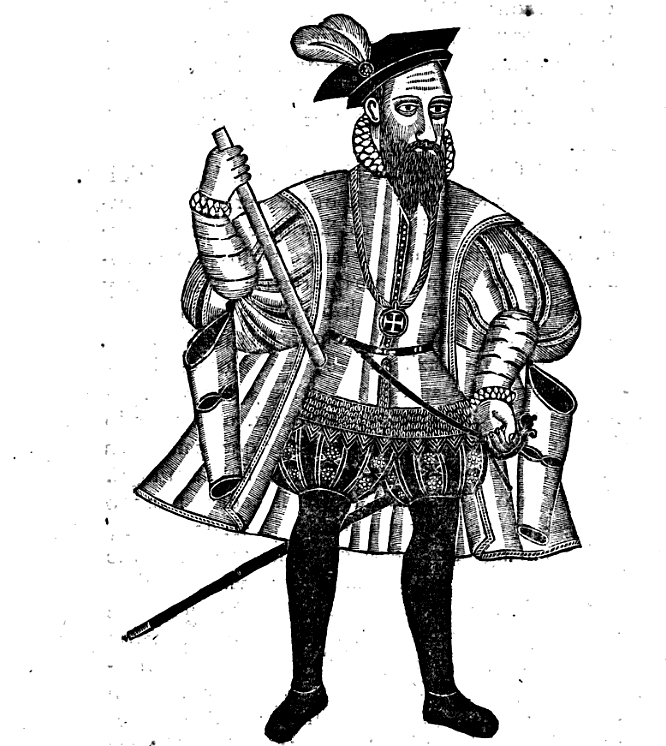
D. Francisco Coutinho.

O capitão D. Francisco Coutinho e o capitão de Tânger Francisco Botelho atacaram os campos de Alexarife a 20 de Janeiro de 1548, para lá de Alcácer-Quibir. Capturaram 500 cabeças de gado e muitos cativos. Quando voltaram a tentar raziar a região de Alcácer-Quibir ainda naquele ano, foram atacados por 400 cavaleiros e 1000 peões do alcaide daquela povoação, porém os portugueses destroçaram-nos e mataram mais de cem, ao passo que os restantes foram obrigados a refugiarem-se dentro das muralhas da vila. Ainda naquele ano, os alcaides de Alcácer-Quibir, Tetuão e Xexuão tentaram raziar os campos de Arzila com 2500 cavaleiros mas o capitão D. Francisco Coutinho saiu a combatê-los à cabeça da guarnição e obrigou-os a fugir.
Reunificado Marrocos sob a autoridade de Maomé Xeque, o capitão de Arzila D. Francisco Coutinho avisou o rei D. João III que o sultão, os seus príncipes e muitos alcaides preparavam-se para atacar Arzila e outras praças-fortes com um grande exército. Temendo que as defesas da cidade se revelassem insuficientes para resistir ao embate, o rei mandou a D. Francisco explicar aos moradores a situação, registar os seus bens, evacuá-los para Tânger por mar e regressar a Portugal, ao passo que o seu sucessor Luís do Loureiro ficaria para trás com os soldados e os fronteiros para evacuar os objectos, a artilharia e demolir a igreja, de São Bartolomeu, bem como o mosteiro franciscano que existia na cidade.
A cidade foi mais tarde reconquistada pelo rei D. Sebastião em 1577. Portugal manteve o domínio de Arzila até o rei D. Filipe I tê-la devolvido a Ahmad Almançor Sádida. Os marroquinos tomaram posse da cidade mas ainda voltaram a perdê-la para os espanhóis.

## Lista de capitães
| Mandato   | Mandatário                            | Notas                                |
| --------- | ------------------------------------- | ------------------------------------ |
| 1471–1479 | Henrique de Meneses                   |                                      |
| 1480–1481 | Lopo Dias de Azevedo                  |                                      |
| 1482–1486 | João de Meneses                       |                                      |
| 1486–1488 | Álvaro de Faria                       |                                      |
| 1488–1495 | Vasco Coutinho, Conde de Redondo.     | Primeiro mandato. Interino até 1490. |
| 1495      | Rodrigo Coutinho                      |                                      |
| 1495      | João de Meneses                       | Primeiro mandato. Interino.          |
| 1495–1501 | Vasco Coutinho, Conde de Redondo.     | Segundo mandato.                     |
| 1501–1502 | João Coutinho, Conde de Redondo.      | Primeiro mandato. Interino.          |
| 1502–1505 | João de Meneses                       | Segundo mandato. Interino.           |
| 1505–1508 | Vasco Coutinho, Conde de Redondo.     | Terceiro mandato.                    |
| 1508      | Jorge Barreto                         |                                      |
| 1508–1513 | Vasco Coutinho, Conde de Redondo.     | Quarto mandato.                      |
| 1513      | João Coutinho, Conde de Redondo.      | Segundo mandato. Interino.           |
| 1513–1514 | Vasco Coutinho, Conde de Redondo.     | Quinto mandato.                      |
| 1514–1523 | João Coutinho, Conde de Redondo.      | Terceiro mandato. Interino.          |
| 1523      | Manuel de Meneses                     | Interino.                            |
| 1523      | Fernão Caldeira                       | Interino.                            |
| 1523–1525 | João Coutinho, Conde de Redondo.      | Quarto mandato. Interino.            |
| 1525–1529 | António da Silveira                   | Substituto.                          |
| 1529–1538 | João Coutinho, Conde de Redondo.      | Quinto mandato. Interino.            |
| 1538–1544 | Manuel Mascarenhas                    |                                      |
| 1544–1546 | Sebastião de Vargas                   |                                      |
| 1546–1549 | Francisco Coutinho, Conde de Redondo. |                                      |
| 1549–1550 | Luís de Loureiro                      |                                      |
| 1550–1577 | Domínio marroquino                    | Domínio marroquino                   |
| 1577–1578 | Duarte de Meneses                     |                                      |
| 1578      | Pedro de Mesquita                     |                                      |
| 1578–1580 | Pedro de Silva                        |                                      |
| 1580–1589 | Vasco Fernandes Homem                 |                                      |

## Galeria

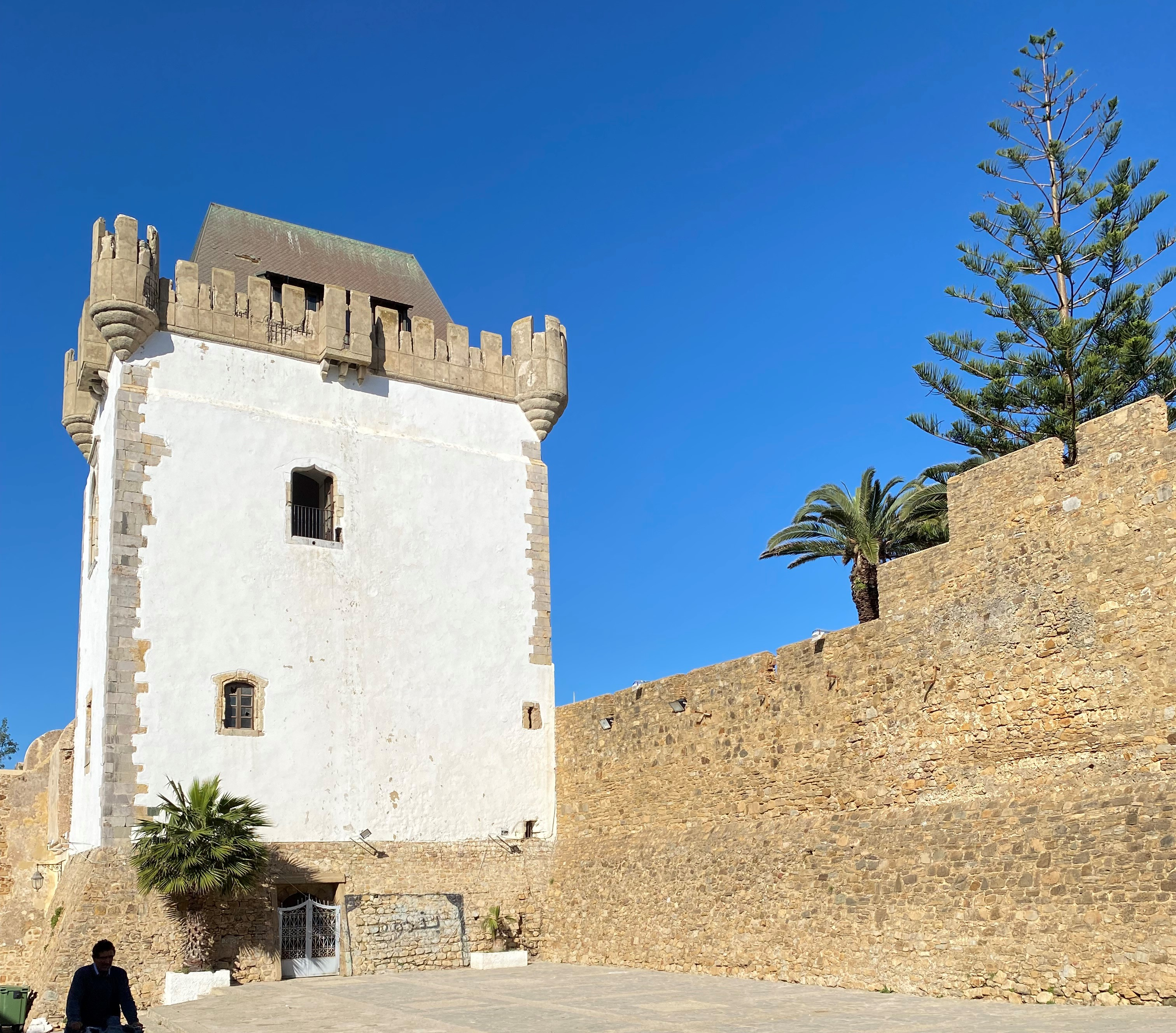
Torre de menagem e residência do capitão português.
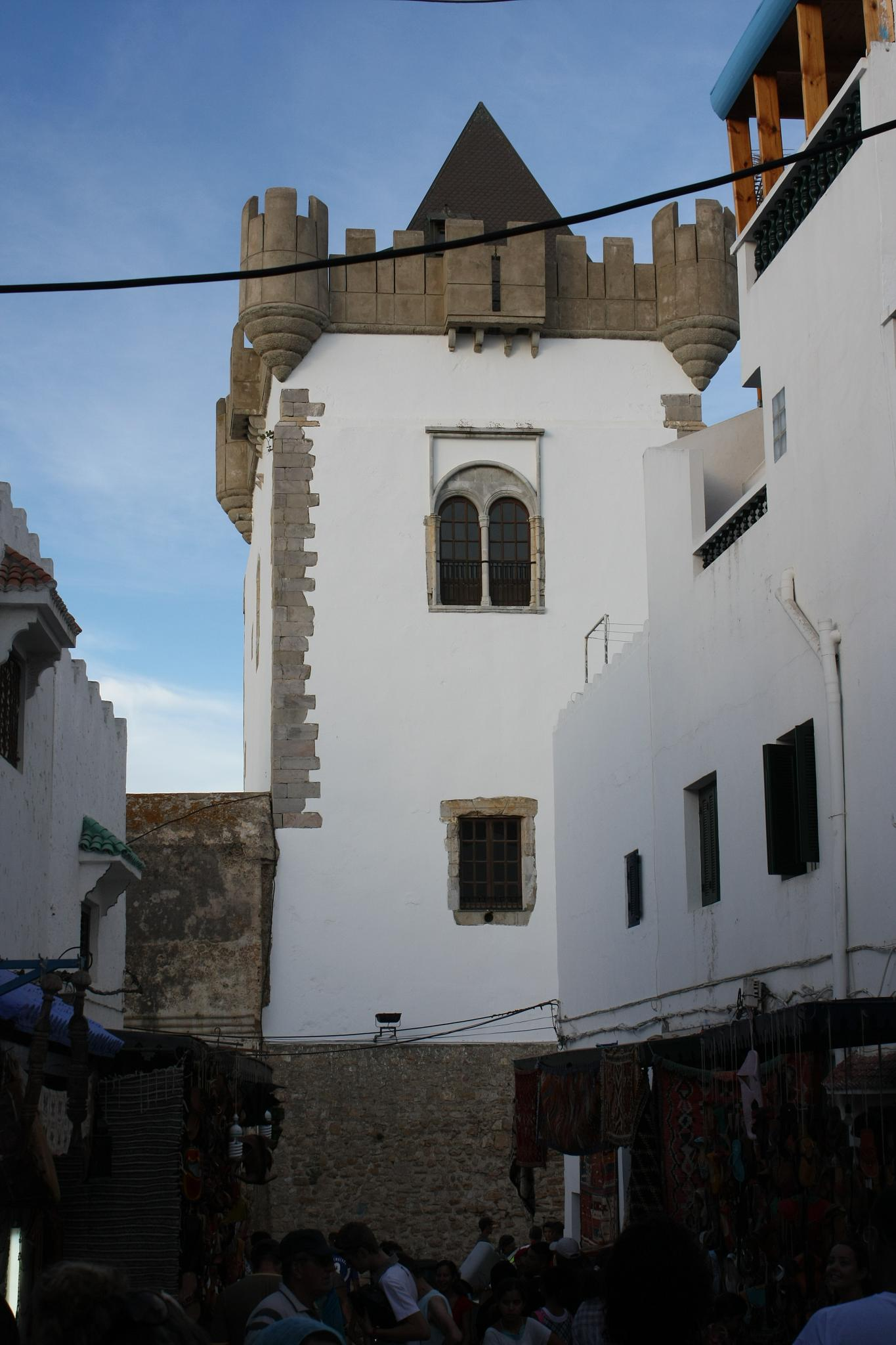
Vista da torre de menagem de dentro da medina.
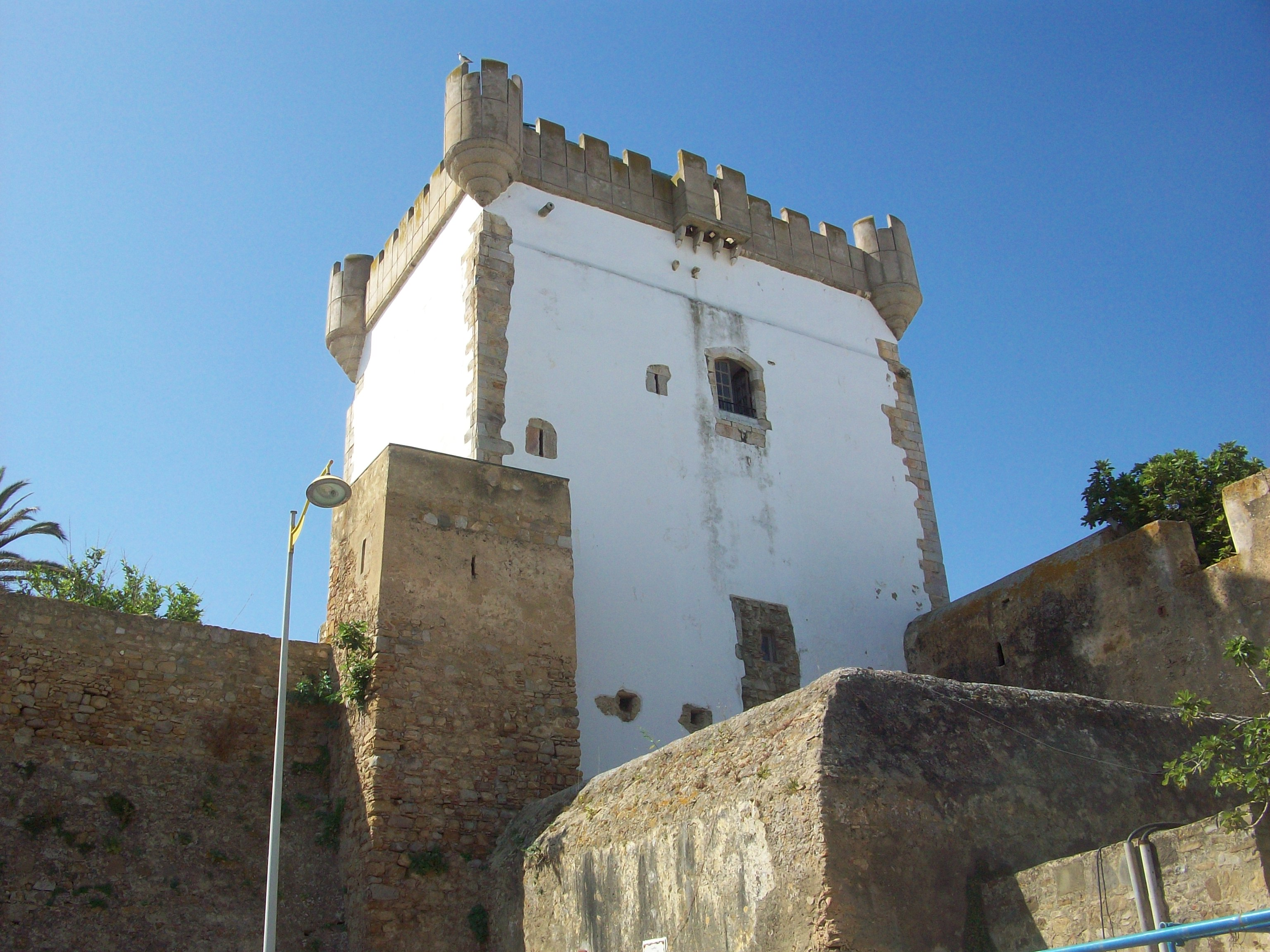
A torre de menagem vista de fora das muralhas.
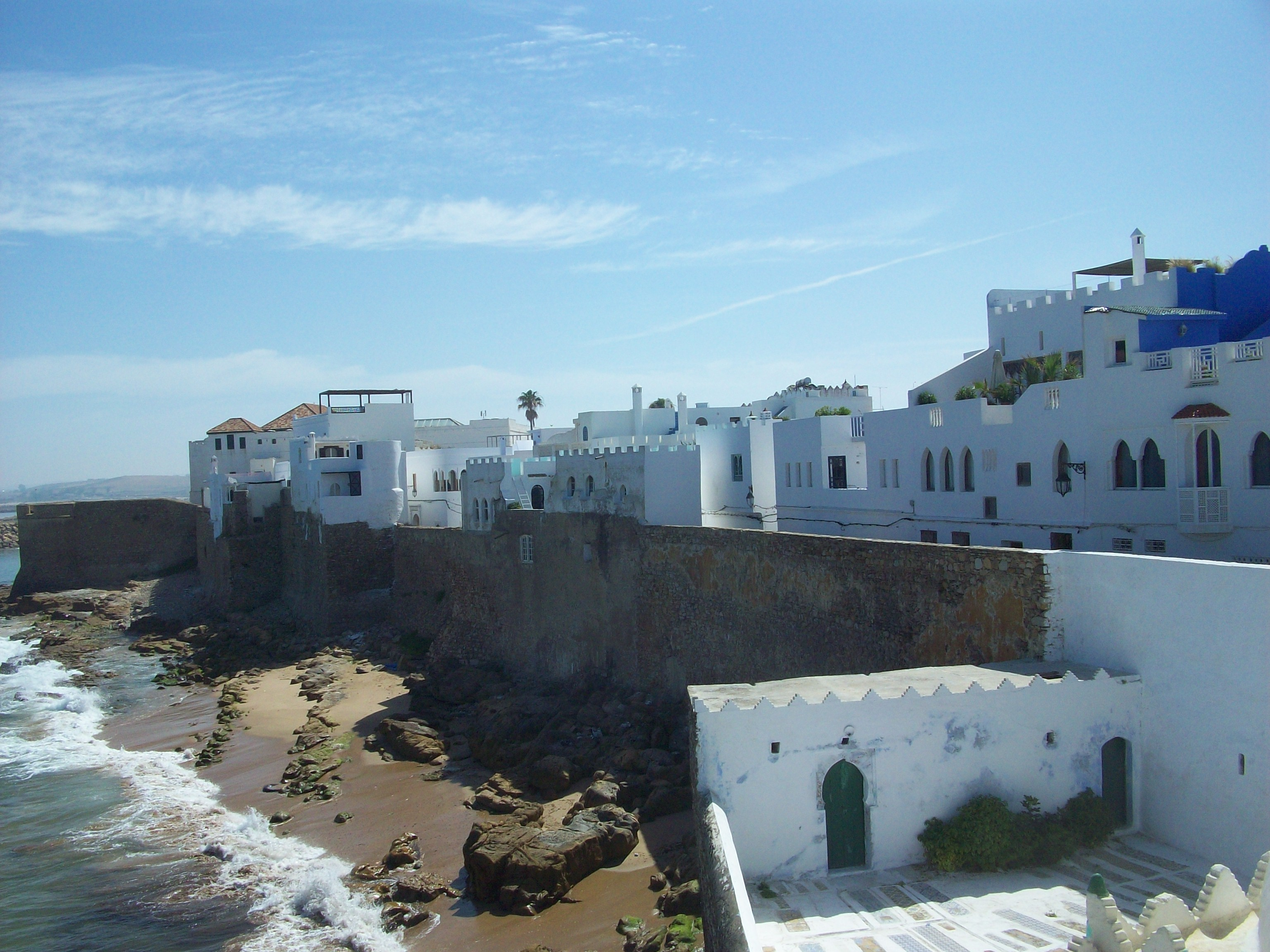
Troço ribeirinho das muralhas de Arzila.
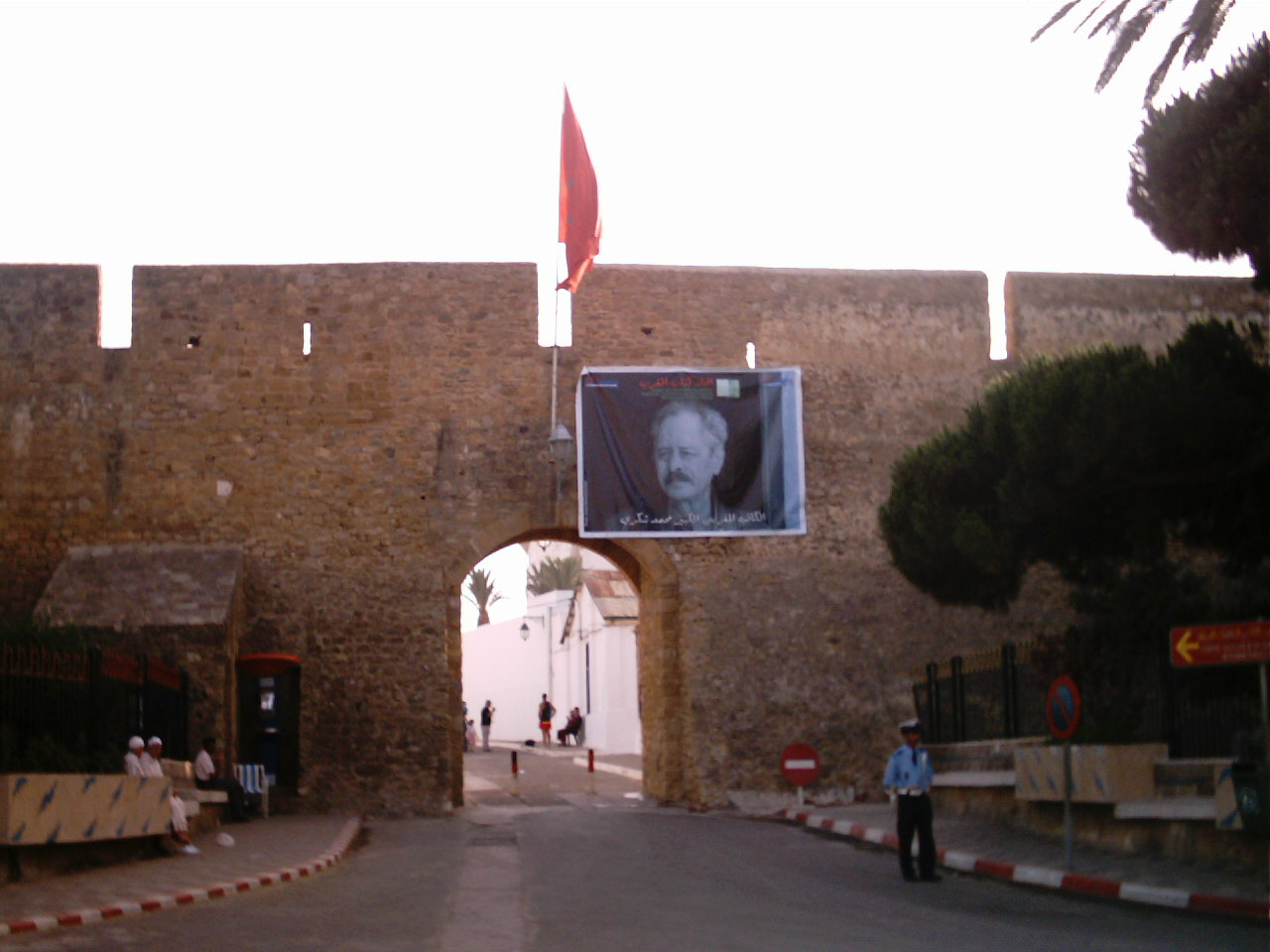
Portão nas muralhas.
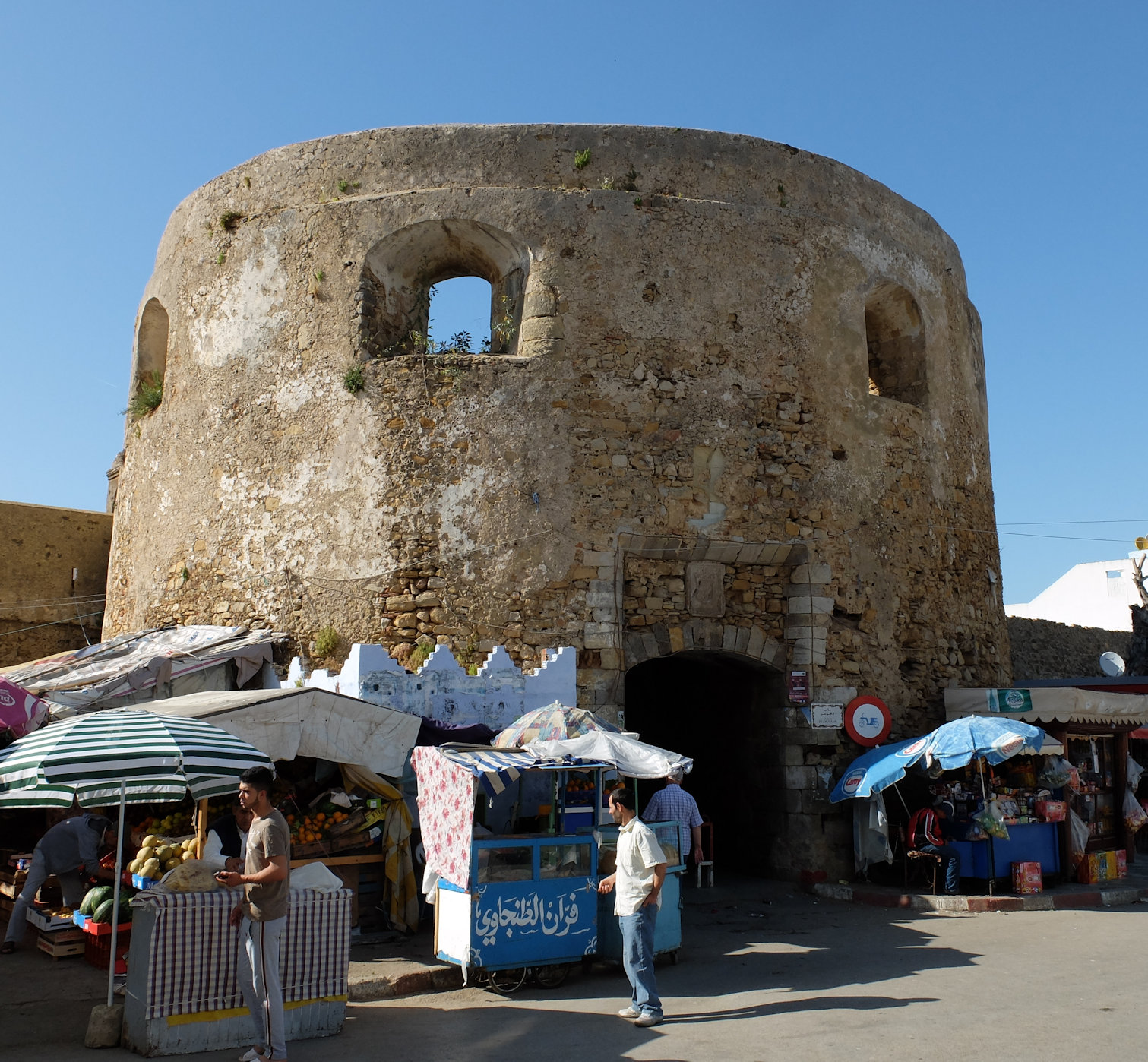
Torre hoje conhecida como "Bab Homar".
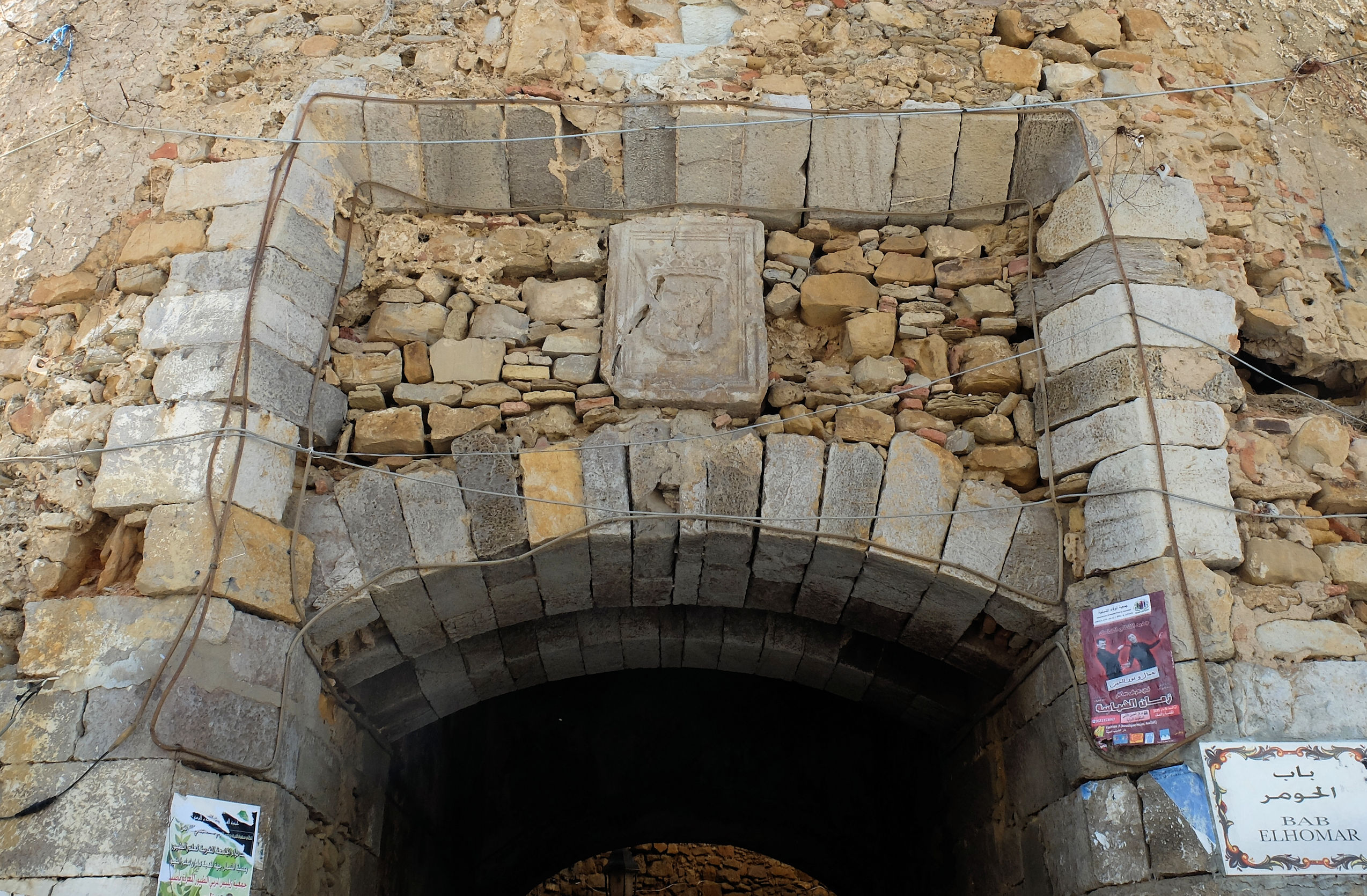
O brasão português.
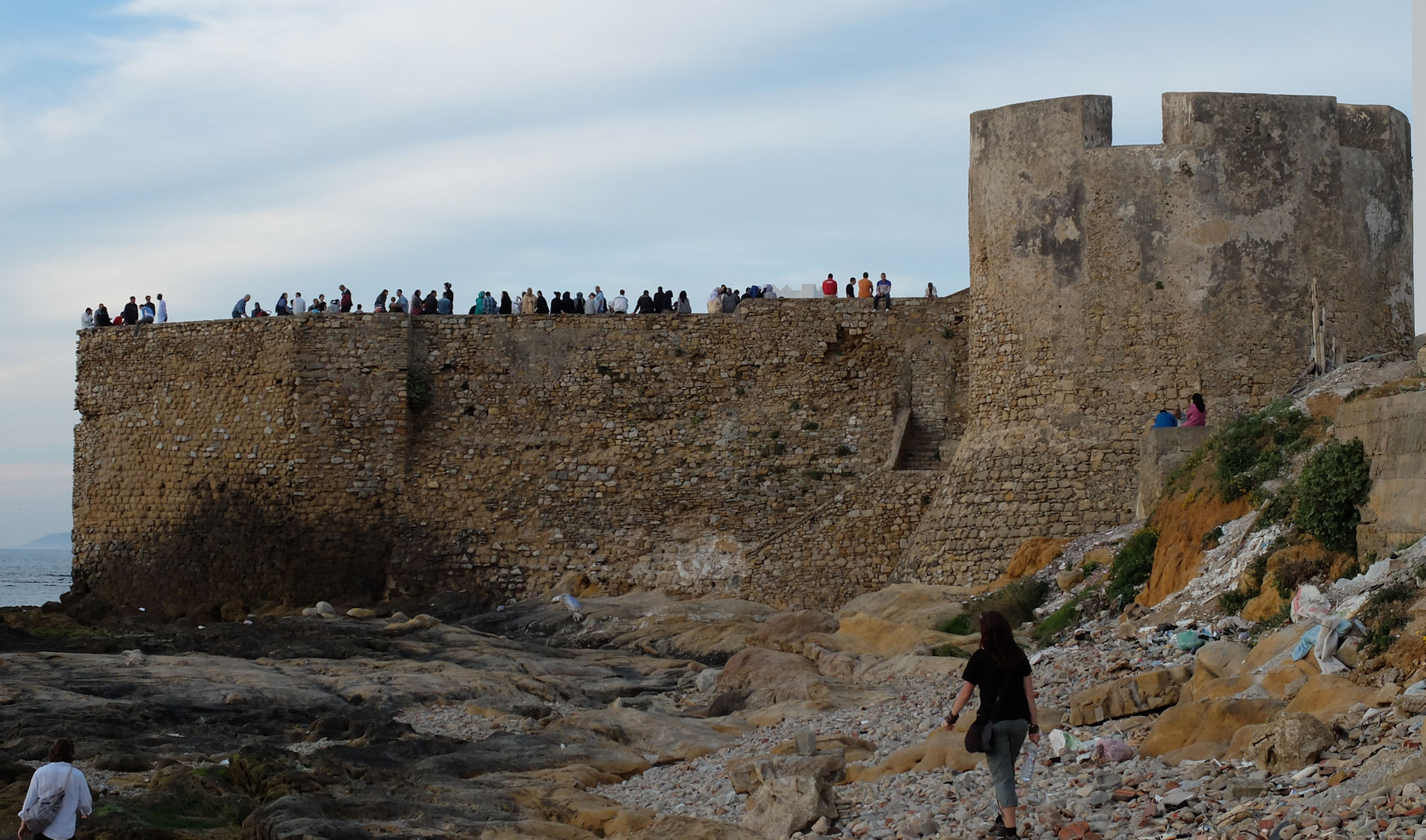
Baluarte e secção consteira das muralhas.